# Gäddesjö (Seglora socken, Västergötland)
Gäddesjö är en sjö i Borås kommun i Västergötland och ingår i Viskans huvudavrinningsområde. Sjön är 14,5 meter djup, har en yta på 0,0442 kvadratkilometer och är belägen 132,1 meter över havet.

## Delavrinningsområde
Gäddesjö ingår i det delavrinningsområde (638776-131525) som SMHI kallar för Ovan Husån. Medelhöjden är 129 meter över havet och ytan är 57,94 kvadratkilometer. Räknas de 25 avrinningsområdena uppströms in blir den ackumulerade arean 650,44 kvadratkilometer. Avrinningsområdets utflöde Viskan mynnar i havet. Avrinningsområdet består mestadels av skog (81 procent). Avrinningsområdet har 0,77 kvadratkilometer vattenytor vilket ger det en sjöprocent på 1,3 procent. Bebyggelsen i området täcker en yta av 1,37 kvadratkilometer eller 2 procent av avrinningsområdet.